# カイロ・オペラハウス
カイロ・オペラハウスは、エジプト・カイロにある歌劇場。1988年に日本の援助によって開場された。カイロ・オペラハウスは国立文化センターの一部となっている。

## 概要
もともとは1869年に完成した劇場で、こけら落とし公演は『リゴレット』であった。1871年にはスエズ運河開通を記念したオペラ『アイーダ』の初演の場所でもあった。しかし1971年の火災で全焼。1985年に日本の無償援助により再建が始まり、1988年、当時のホスニー・ムバーラク大統領が出席して杮落しされた。日本からの中村富十郎、澤村藤十郎、中村歌昇等で歌舞伎公演による柿落としで日本からは林健太郎参議院議員が団長として参加した。演目は「俊寛」「藤娘」「棒しばり」。
現在はカイロ交響楽団と国立カイロ歌劇場の本拠地として使用されている。